# André Guy
André Guy (* 3. März 1941 in Bourg-en-Bresse) ist ein ehemaliger französischer Fußballspieler.

## Vereinskarriere
André Guy war ein durchsetzungsfähiger, mit enormer Schusskraft ausgestatteter Mittelstürmer, der außerhalb des Spielfeldes „schüchtern, sogar schläfrig und apathisch wirkte“.
Obwohl Guy nahezu durchgehend nur in Mannschaften spielte, die bestenfalls im Tabellenmittelfeld zu finden waren, steht er mit seinen insgesamt 160 Treffern in der Division 1 mit Stand Mai 2024 heute auf Rang 15 der erfolgreichsten Liga-Torschützen. Er schaffte es in sieben aufeinander folgenden Saisons unter die zehn besten Torjäger, darunte einmal (1969) auf den ersten Platz: 1963/64 2. mit 28, 1964/65 4. mit 17, 1965/66 3. mit 22, 1966/67 3. mit 20, 1967/68 6. mit 16, 1968/69 1. mit 25 und 1969/70 7. mit 17 Treffern. Zudem machte er sich viele Gedanken über sein Metier und nahm dabei kein Blatt vor den Mund, wenn er sich beispielsweise öffentlich für die Aufhebung der lebenslangen Spielerbindung an ihren ersten Profiverein (1969) einsetzte oder zu den Gründen der Krise des französischen Fußballs Anfang der 1970er Jahre äußerte.
Seine Profikarriere begann er 1959 beim Erstligisten FC Sochaux; dort war anfangs die Konkurrenz um die Position des Angriffsführers groß (Yvon Goujon und Victor Nurenberg), so dass André Guy in seiner ersten Spielzeit nur auf wenige Einsätze kam. An deren Ende stieg der Klub zudem in die zweite Division ab, kehrte allerdings 1961 prompt ins Oberhaus zurück. Als Sochaux ein Jahr später erneut abstieg, wechselte er – zumal er sich auch gegen den neuen Mittelstürmer Bernard Bosquier nicht hatte durchsetzen können – zum Zweitligisten AS Saint-Étienne. Bei der ASSE gelang Guy der persönliche Durchbruch: er wurde zum Stammspieler und stieg nach einem Jahr in die Division 1 auf. Nur zwölf Monate später gewann er mit den Verts – als „Grüne“ wurden und werden Saint-Étiennes Spieler wegen ihrer Dressfarbe bezeichnet – seinen ersten Titel, als der Aufsteiger die Saison 1963/64 als französischer Meister abschloss. Für diese Elf, die Trainer Jean Snella aus einer gelungenen Mischung von Routiniers (Rachid Mekhloufi, René Ferrier, Robert Herbin, Jacques Foix und Aimé Jacquet) und jüngeren Talenten gebildet hatte, schoss der Stoßstürmer alleine 28 der 71 ASSE-Treffer. Der Verein verpflichtete anschließend mit François Heutte, Maryan Wisnieski und Hervé Revelli drei weitere Angreifer; Guy, der in der Hinrunde zudem zum Nationalspieler geworden war (siehe unten), verteidigte zwar seinen Platz, aber die offensivere Ausrichtung der Mannschaft führte 1964/65 nicht zur erhofften Titelverteidigung; im Landespokal erreichten die Verts immerhin das Halbfinale, scheiterten dann allerdings glatt am späteren Gewinner der Coupe de France, Stade Rennes. Deshalb ließ er sich am Ende dieser Spielzeit gemeinsam mit Heutte an den OSC Lille verkaufen.
Trotz Guys anhaltender Trefferquote konnten die Nordfranzosen 1965/66 als Tabellen-18. die Liga nur dadurch halten, dass sie sich in den Barrages durchsetzten; im folgenden Jahr landeten sie im gesicherten Mittelfeld – und den Torjäger zog es zurück in heimatliche Gefilde, diesmal zu Olympique Lyon, das sich im Europapokal der Pokalsieger 1967/68 nach Siegen über Aris Bonneweg und Tottenham Hotspur im Viertelfinale wiederfand. Im Hinspiel gegen die Spurs im Stade Gerland wurden Guy und sein Londoner Gegenspieler Alan Mullery in der 34. Minute vom Platz gestellt, aber gegen den Hamburger SV war er wieder dabei. Nach 0:2, 2:0 n. V. und 0:2 (Entscheidungsspiel erneut im Volksparkstadion) verpasste Lyon das Halbfinale. Auch bei OL konnte der Trainer (Louis Hon) auf weitere torgefährliche Stürmer (Fleury Di Nallo sowie, ab 1969, Serge Chiesa und Bernard Lacombe) bauen; aber vom Gewinn eines nationalen Titels war die Elf weit entfernt, obwohl André Guy, auch in seiner Freizeit ein passionierter Jäger, 1969 sogar die Torschützenkrone der Première Division errang.
Im Verlauf der Saison 1970/71 an Stade Rennes UC ausgeliehen, gewann er unter Trainer Jean Prouff endlich auch den französischen Pokal, woran er gehörigen Anteil hatte: in 7 Einsätzen schoss er 6 Tore, und das letzte war zugleich der einzige Treffer des Endspiels, das er mittels eines Strafstoßes erzielte – ausgerechnet gegen Olympique Lyon, für das außer André Guy auch Rennes' Torhüter Marcel Aubour zuvor lange gespielt hatte. Dabei wäre Guys entscheidender Schuss beinahe über das Tor gegangen, weil der zuvor selbst gefoulte Stürmer mehr in den Boden als gegen das Spielgerät trat und eigener Aussage zufolge wackelige Knie hatte: „Ich traf den Ball falsch, schoss ihn mit dem Außenrist und sah, wie er hochstieg.“

Trotz dieses Erfolgs trug er in der folgenden Spielzeit den Dress des Zweitligisten Sporting Toulon, danach den der unterklassigen JGA Nevers und beendete anschließend seine aktive Laufbahn. Was anschließend aus ihm geworden ist, konnte bisher nicht ermittelt werden.

### Stationen
- FC Sochaux (1959–1962, davon 1960/61 in D2)
- AS Saint-Étienne (1962–1965, davon 1962/63 in D2)
- Lille Olympique SC (1965–1967)
- Olympique Lyonnais (1967–1970)
- Stade Rennais Université Club (1970/71)
- Sporting Club de  Toulon (1971/72, in D2)
- Jeune Garde Athlétique Nivernaise

## In der Nationalmannschaft
Zwischen Oktober 1964 und November 1968 bestritt André Guy acht A-Länderspiele für Frankreich; dabei gelangen ihm auch zwei Treffer. Nach vier Einsätzen folgte ab Anfang 1965 eine zweieinhalbjährige Unterbrechung seiner Karriere als Internationaler, so dass er auch keine Berücksichtigung im WM-Kader 1966 fand. Dass er es nicht zum Stammspieler brachte, lag zum einen daran, dass er seine im Verein gezeigten Qualitäten im blauen Trikot zu selten unter Beweis stellte, zudem auch an der starken Konkurrenz auf seiner Position (insbesondere durch Philippe Gondet, Fleury Di Nallo und Hervé Revelli). Nach einer Heimniederlage gegen Norwegen, die Frankreich die Teilnahme an der Weltmeisterschaftsendrunde 1970 kostete – L’Équipe titelte am Tag danach „Iversen beerdigt die Blauen auf der Meinau“ –, fand er keine Berücksichtigung mehr.

## Palmarès
- Französischer Meister: 1964
- Französischer Pokalsieger: 1971
- 271 Spiele und 160 Tore in der Division 1, davon 6/3 für Sochaux, 65/45 für Saint-Étienne, 76/43 für Lille, 110/64 für Lyon, 14/5 für Rennes[13]
- D1-Torschützenkönig 1969
- 8 A-Länderspiele (2 Treffer) für Frankreich, davon 3/1 in seiner Zeit bei ASSE, 1/0 bei Lille und 4/1 bei Lyon
- 9 Spiele und 3 Tore in den Europapokalwettbewerben, davon 2/2 für ASSE und 7/1 für OL[14]